# Мхедриони
«Мхедриони» (груз. მხედრიონი, букв. «всадники», более близкий по смыслу перевод — «рыцари») — грузинская военизированная националистическая организация, основанная «вором в законе», театроведом и писателем Джабой Иоселиани в 1989 году и сформированная на основе уличных мужских квартальных сообществ. Члены организации, которые считали себя наследниками средневековых грузинских «партизанских» отрядов, боровшихся против персидской и турецкой оккупации, давали присягу защищать грузинский народ, Грузинскую Православную Церковь и землю Грузии и носили медальоны с изображением святого Георгия на одной стороне и своим именем и группой крови на другой. Узнавали их по своеобразной «форме» — джинсам, свитерам и пиджакам, а также темным очкам, которые они не снимали даже в помещении.
На заре независимости она обладала большим влиянием в грузинском криминале и была связана со структурами бывшей коммунистической партии через Гурама Мгеладзе. Со временем группировка «Мхедриони» приобрела мрачную репутацию прекрасно вооружённых головорезов, которые терроризировали местное население, промышляли грабежом, насилием, перевозкой наркотиков, вымогательством и похищениями людей с целью получения выкупа. Особое беспокойство вызывала заинтересованность «Мхедриони» в получении доступа к радиоактивным материалам (высокообогащённому урану и оружейному плутонию). Нередко высказывалось мнение, что этот бизнес может открыть им дорогу к политической власти. В то же самое время отмечалось, что рынок торговли ураном и плутонием обладает исключительной нестабильностью для постоянного заработка и связанная с этим бизнесом степень неопределённости крайне велика.
Подразделения «Мхедриони» регулярно посылались в западную Грузию для подавления выступлений сторонников президента Гамсахурдия, попутно грабя местное население. Организация сыграла решающую роль в свержении Гамсахурдия и приходе к власти Эдуарда Шеварднадзе. Принимала активное участие в грузино-абхазском конфликте. Официально зарегистрированы Постановлением Совета министров Грузии от 3 сентября 1993 как Корпус спасателей. Официально в штатах организации числилось не более 2 тыс. человек, в обязанности которых входило поддержание порядка в населенных пунктах, оказание помощи гражданам в случае чрезвычайных происшествий и природных катаклизмов. После 1994 г. влияние Мхедриони на политику Грузии ослабло.
В начале 1995 г. Шеварднадзе обвинил «Мхедриони» в том, что организация вовлечена в организованную преступность, и распорядился разоружить её. После неудавшегося покушения на его жизнь (29 августа 1995 г.) он обвинил в его подготовке теневую коалицию мафиозных сил, в которую, по его словам, входил Иоселиани; «Мхедриони» также были обвинены в других актах политического насилия. Организация была объявлена вне закона, а Иоселиани заключен в тюрьму.
В настоящее время фразеологизм «времена Мхедриони» часто используется в грузинской речи для обозначения наиболее хаотического и криминализованного периода современной истории страны.